# Yttre Mjövattnet
Yttre Mjövattnet är en sjö i Bodens kommun i Norrbotten och ingår i Piteälvens huvudavrinningsområde. Sjön har en area på 0,853 kvadratkilometer och ligger 154,1 meter över havet. Yttre Mjövattnet ligger i Piteälven Natura 2000-område. Sjön avvattnas av vattendraget Stockforsälven.

## Delavrinningsområde
Yttre Mjövattnet ingår i det delavrinningsområde (732410-173189) som SMHI kallar för Utloppet av Yttre Mjövattnet. Medelhöjden är 232 meter över havet och ytan är 10,66 kvadratkilometer. Räknas de 3 avrinningsområdena uppströms in blir den ackumulerade arean 48,27 kvadratkilometer. Stockforsälven som avvattnar avrinningsområdet har biflödesordning 3, vilket innebär att vattnet flödar genom totalt 3 vattendrag innan det når havet efter 79 kilometer. Avrinningsområdet består mestadels av skog (91 procent). Avrinningsområdet har 0,86 kvadratkilometer vattenytor vilket ger det en sjöprocent på 8,1 procent.